# Блосфельдія
Блосфелдія, Блосфельдія (Blossfeldia) — монотипний рід сукулентних рослин з родини кактусових.

## Розповсюдження

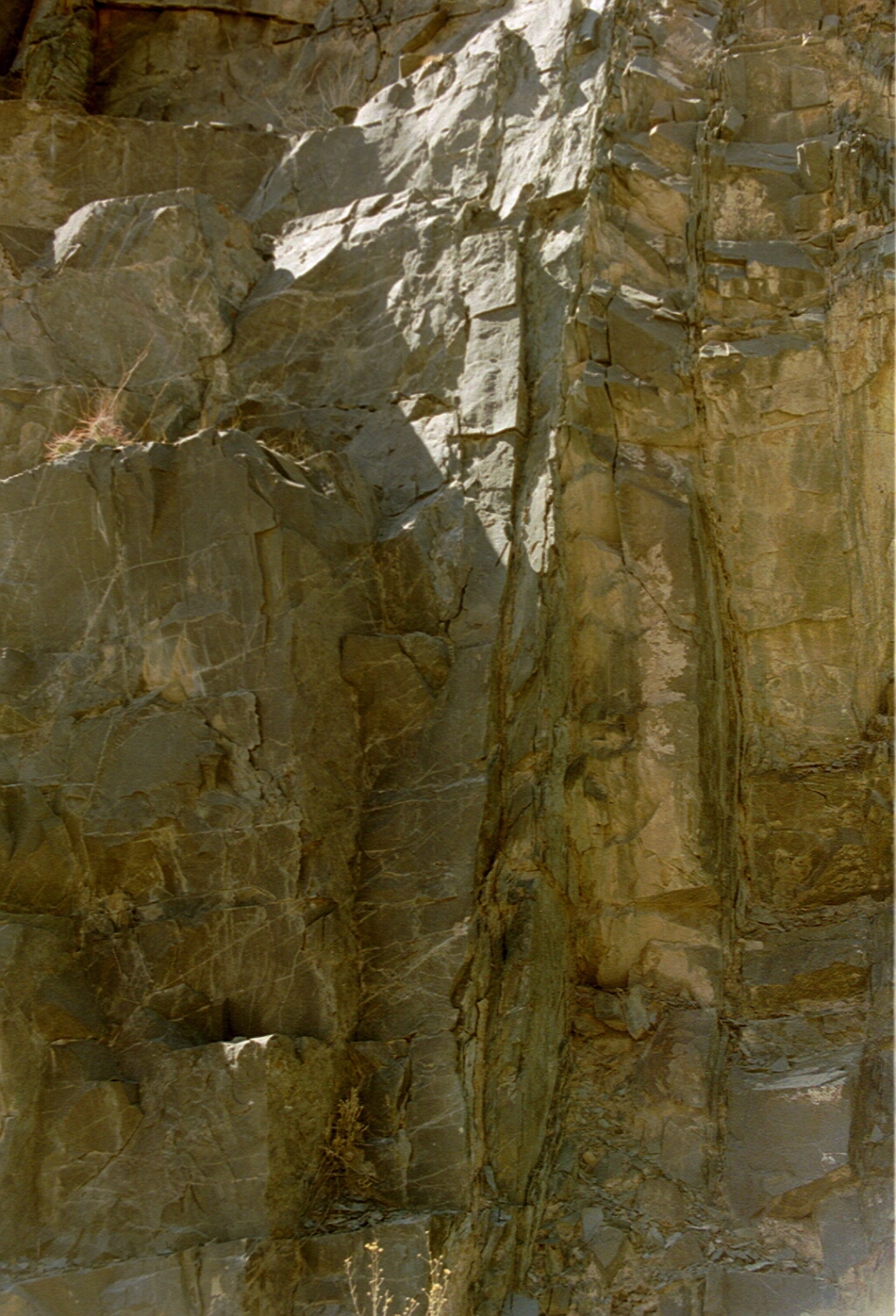
Місце зростання блосфельдій в провінції Сальта, Аргентина

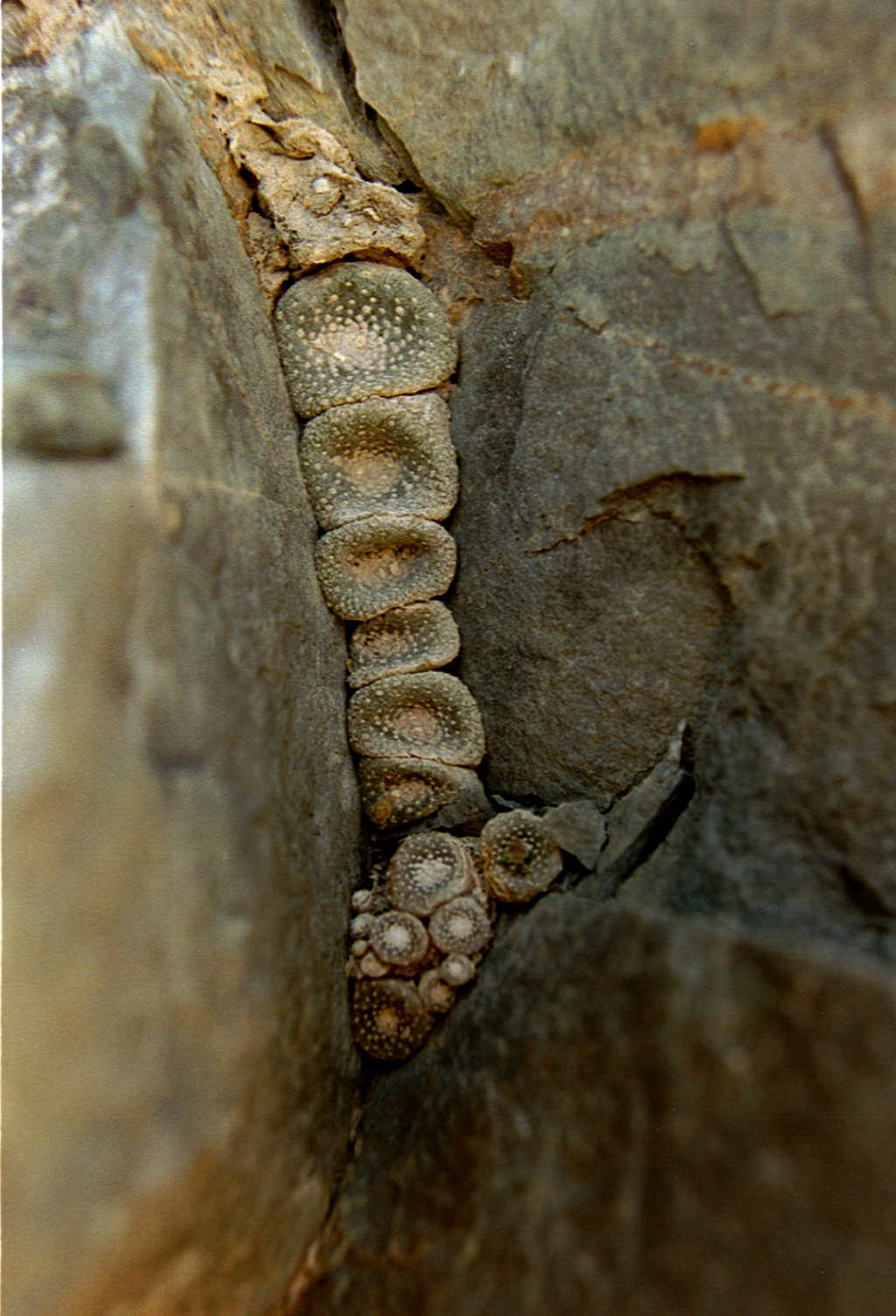
Блосфельдії у тріщинах скель

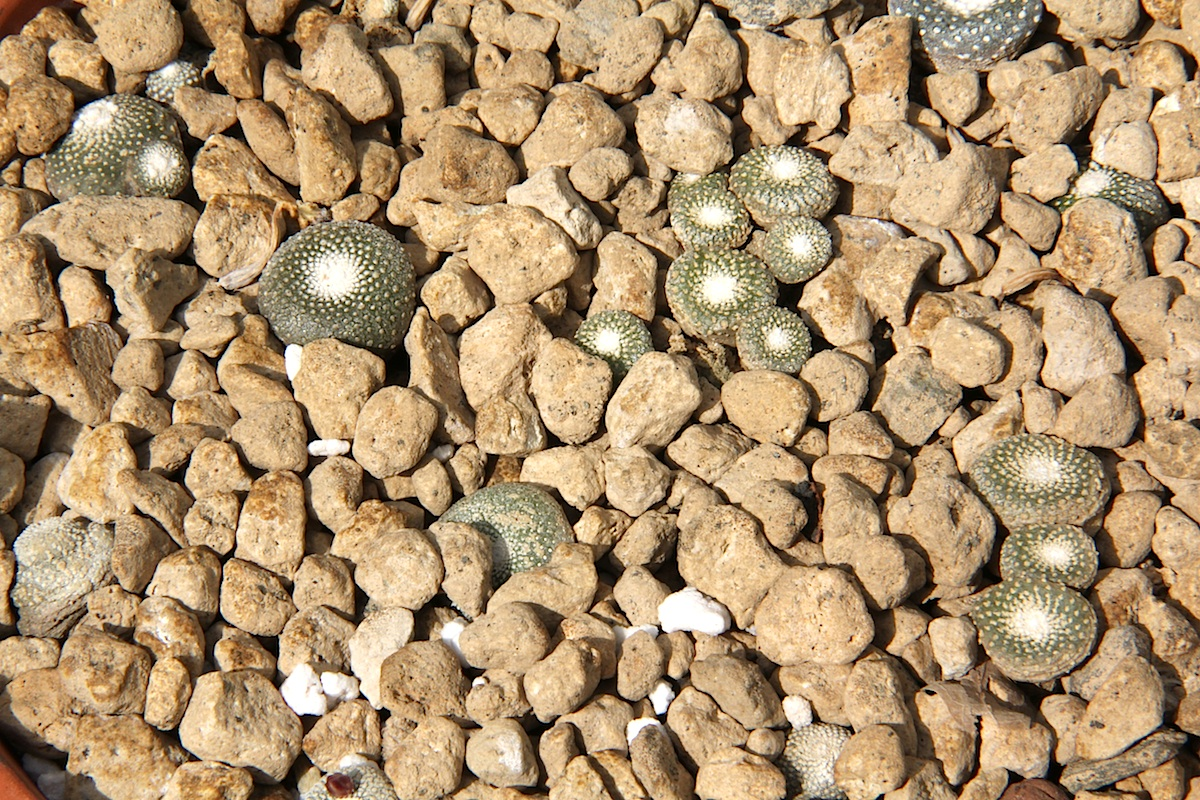
Блосфельдії серед каміння

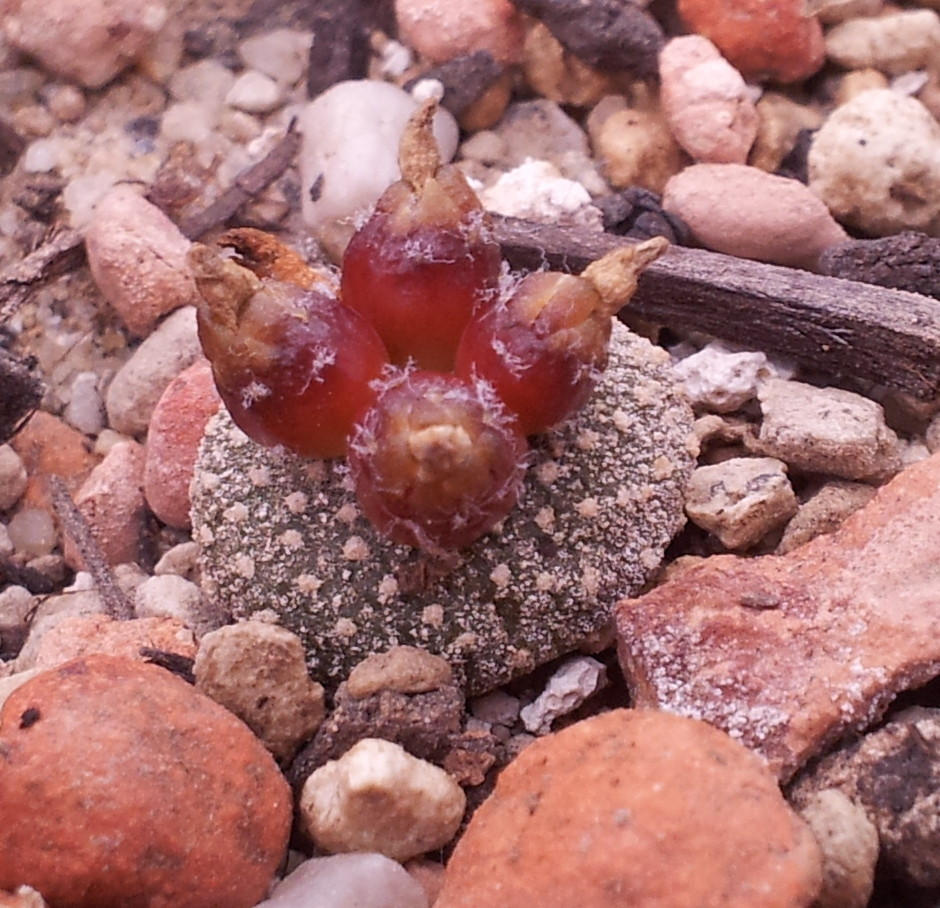
Плоди блосфельдії

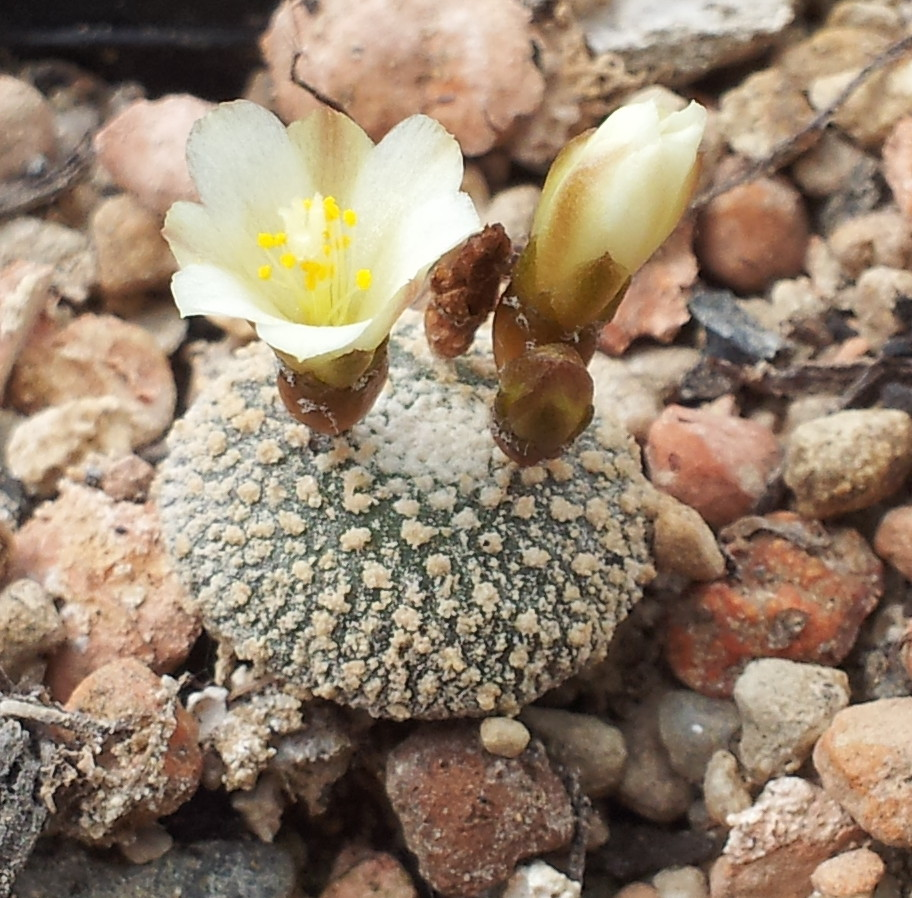
Цвіте Blossfeldia liliputana

Ареал: Аргентина (Катамарка, Сальта, Жужуй) і Болівія (Кочабамба, Чукісака (департамент) і Тариха). Ростуть у вигляді щільно спресованих груп в глибоких скельних тріщинах і гірських уступах на висоті до від 1 200 до 3 600 м над рівнем моря.

## Історія
Вперше описаний Еріхом Вердерманом (англ. Erich Werdermann) в 1937 році на основі типового представника — Blossfeldia liliputana, знайденого в 1936 році мандрівником, збирачем кактусів і співвласником кактусної фірми в США Гаррі Блоссфельдом (англ. Harry Blossfeld). На честь нього кактус отримав й родове ім'я. Не так давно вважалося, що рід включає 9 видів. Тепер всі вони зведені в єдиний вид — Blossfeldia liliputana, назва якого натякає на мініатюрні розміри рослини. Розірваність ареалу приводить до того, що у популяціях, віддалених одна від одної, проявляються ознаки мінливості виду, що спричиняє намагання поповнити рід новими видами, що є приводом для дискусій серед таксономістів.

## Опис
Блосфельдія — найменший представник родини кактусових. Стебла кулясті, трохи приплюснуті, сіро-зеленого або блискучо-зеленого кольору, розмір не перевищує 1-2 см в діаметрі. Ні ребер, ні колючок не має. Ареоли опушені в основному тільки на верхівці стебла і розташовуються по спіралі. Бічні пагони утворюються під епідермісом, але з'являються не відразу, а після того як добре розвинеться коренева система, довжина якої в 10 разів перевищує надземну частину. Квітки численні, маленькі, кремово-білі з короткою і голою квітковою трубкою, близько 0,7 см в діаметрі, відкриваються в кінці зими — початку весни. Період цвітіння триває більше місяця і може повторитися в набагато меншому обсязі восени.
Плоди жовтувато-зелені, кулясті, 0,2-0,8 см в діаметрі, з короткими світлими колючками.
Насіння пилоподібне, світло-коричневе, утворюються без перехресного запилення. Насіннєва шкаралупка дуже схожа на насінну шкаралупу Фрайлеї, що може вказувати на віддалену спорідненість.

## Утримання в культурі
Рослини на власному корінні поливають дуже обережно і захищають від прямого сонячного проміння. Взимку утримують при температурі близько 12 °C майже сухими. Склад землесуміші: листовий перегній — 20 %, дернова земля — 40 %, великозернистий пісок, гравійна і цегляна крихта — 40 %. pH — близько 5,8. Найдрібніші сіянці важко піддаються вирощуванню, тому їх, як правило, прищеплюють на перескіопсиси з подальшим перещепленням на молоді гілоцереуси або трихоцереуси.